# Andinagrion saliceti
Andinagrion saliceti – gatunek ważki z rodziny łątkowatych (Coenagrionidae).